# Југославија на Летњим олимпијским играма 1936.
Спортистима Југославије је ово било пето учешће на Летњим олимпијским играма. Југославија је на Олимпијским играма 1936. одржаним у Берлину била заступљена са 90 учесника, који су се такмичили у 11 спортова.
На свечаном отвараљу Игара националну заставу носио је бацач кладива Милан Степишник.. Најмлађи представник Југославије био је пливач Змај Дефилипис са 16. година и 167 дана, а најстарији Педро Гоић 40 година и 133 дана.
Југославији је једину медаљу, сребрну, прибавио гимнастичар Леон Штукељ.

## Учесници по спортовима
| Спорт          | Мушкарци | Жене | Укупно |
| -------------- | -------- | ---- | ------ |
| Атлетика       | 16       | 5    | 21     |
| Бициклизам     | 4        | 0    | 4      |
| Ватерполо      | 7        | 0    | 7      |
| Веслање        | 14       | 0    | 14     |
| Гимнастика     | 8        | 8    | 16     |
| Једрење        | 1        | 0    | 1      |
| Кајак и кану   | 4        | 0    | 4      |
| Мачевање       | 10       | 2    | 12     |
| Пливање        | 4        | 0    | 4      |
| Рвање          | 5        | 0    | 5      |
| Скокови у воду | 1        | 0    | 1      |
| Стрељаштво     | 1        | 0    | 1      |
| Укупно(12)     | 75       | 15   | 90     |

### Освојене медаље на ЛОИ
| Освојене медаље југословенских спортиста на ЛОИ 1936. |            |   |   |   |   |
| Спортиста                                             | Спорт      |   |   |   |   |
| Леон Штукељ                                           | Гимнастика | 0 | 1 | 0 | 1 |
| Укупно                                                | 1          | 0 | 1 | 0 | 1 |

## Резултати по спортовима

### Атлетика
Југославије је на атлетски такмичењима престављао 21 спортиста (16 мушкараца и 5 жена).

#### Мушкарци
| Атлетичар           | Дисциплина     | Група    | Група        | Полуфинале       | Полуфинале       | Финале           | Финале   | Детаљи                                      |
| Атлетичар           | Дисциплина     | Резултат | Место        | Резултат         | Место            | Резултат         | Место    | Детаљи                                      |
| ------------------- | -------------- | -------- | ------------ | ---------------- | ---------------- | ---------------- | -------- | ------------------------------------------- |
| Јулије Бауер        | 100 м          | 11,5     | 5 у гр. 2    | Није се пласирао | Није се пласирао | Није се пласирао | ? /63    |                                             |
| Емил Горшек         | 800 м          | 1:59,5   | 5 у гр. 2    | Није се пласирао | Није се пласирао | Није се пласирао | = 33/42  |                                             |
| Емил Горшек         | 1500 м         | 4:13,0   | 7 у гр. 2    | Није се пласирао | Није се пласирао | Није се пласирао | ? /43    |                                             |
| Иван Кревс          | 5.000 м        | 15:40,0  | 12 у гр. 1   |                  |                  | Није се пласирао | ? /41    |                                             |
| Стане Шпорн         | Маратон        |          |              |                  |                  | 3:30:47,0        | 41/56    |                                             |
| Ване Ивановић       | 110 м препоне  | 15,1     | 2 у гр. 6 КВ | 15,2             | 4 у пф. 2        | Није се пласирао | 10 / 31  |                                             |
| Ване Ивановић       | 400 м препоне  | 54,7 ЛР  | 3 у гр. 5    | Није се пласирао | Није се пласирао | Није се пласирао | =16 / 32 |                                             |
| Август Баншчак      | 400 м препоне  | 1:01,5   | 6 у гр. 2    | Није се пласирао | Није се пласирао | Није се пласирао | 32 / 32  |                                             |
| Ханс Мор            | Скок увис      | 1,70     | =14 гр 1     |                  |                  | Није се пласирао | = 32/40  | Архивирано на веб-сајту (12. новембар 2012) |
| Јаша Баков          | Скок мотком    | 3,70     |              | Није се пласирао | =26/30           |                  |          |                                             |
| Иво Буратовић       | Скок удаљ      |          |              | Није се пласирао | 43 /43           |                  |          |                                             |
| Јован Микић Спартак | троскок        |          | КВ.          | 13,90            | 21/31            |                  |          |                                             |
| Алекса Ковачевић    | Бацање кугле   |          | КВ           | 14,74            | 11/22            |                  |          |                                             |
| Никола Клеут        | Бацање диска   |          |              | Није се пласирао | /32              |                  |          |                                             |
| Вељко Наранчић      | Бацање диска   |          |              | Није се пласирао | /32              |                  |          |                                             |
| Милан Степишник     | Бацање кладива |          |              | Није се пласирао | /27              |                  |          |                                             |
| Педро Гоић          | Бацање кладива |          |              | Није се пласирао | /27              |                  |          |                                             |
| Рудолф Маркушић     | Бацање копља   | 55,0     | =20          | Није се пласирао | =20 /28          |                  |          |                                             |

#### Жене
| Атлетичарка       | Дисциплина   | Група    | Група     | Полуфинале         | Полуфинале         | Финале             | Финале | Детаљи |
| Атлетичарка       | Дисциплина   | Резултат | Место     | Резултат           | Место              | Резултат           | Место  | Детаљи |
| ----------------- | ------------ | -------- | --------- | ------------------ | ------------------ | ------------------ | ------ | ------ |
| Вера Романић      | 100 м        |          | 4 у гр. 5 | Није се пласирала  | Није се пласирала  | Није се пласирала  | /30    |        |
| Флора Хофман      | 100 м        |          | 5 у гр. 2 | Није се пласиралао | Није се пласиралао | Није се пласиралао | /30    |        |
| Зулејка Стефанини | 80 м препоне |          | 6 у гр. 4 | Није се пласирала  | Није се пласирала  | Није се пласирала  | / 24   |        |
| Вера Неферовић    | Бацање диска |          |           |                    |                    | 33,02              | 17 /19 |        |
| Јелица Станојевић | Бацање копља | 29,88    | 12 /14    |                    |                    |                    |        |        |

### Бициклизам
Друмски бициклизам
Југославију су представљала четорица бициклиста који су се такмичили у појединачној и екипној конкуренцији на 100 км.
| Бициклиста      | Дисциплина   | Време             | Пласман           | Детаљи |
| --------------- | ------------ | ----------------- | ----------------- | ------ |
| Аугуст Просеник | Друмска трка | 2:33:07,2         | = 12. / 37 (98)   |        |
| Фрањо Гартнер   | Друмска трка | 2-33:08,0         | = 16. / 37 (98)   |        |
| Јосип Покупец   | Друмска трка | Није се пласирао  | Није се пласирао  |        |
| Иван Валант     | Друмска трка | Није завршио трку | Није завршио трку |        |

Свим репрезентацијама које су у појединачној трци имали по четири учесника, појединачни резултати су се сабирали да би се добио екипни пласман. Пошто сви представници Југославије нису завршили појединачну трку у екипном такмичењу су остали без пласмана. 

### Веслање
Мушкарци
| Такмичар(и) | Дисциплина            | Групе  | Групе        | Репасаж           | Репасаж           | Полуфинале        | Полуфинале        | Финале                | Финале            |                |
| Такмичар(и) | Дисциплина            | Време  | Место        | Време             | Место             | Време             | Место             | Време                 | Место             |                |
| --- | --------------------- | ------ | ------------ | ----------------- | ----------------- | ----------------- | ----------------- | --------------------- | ----------------- | -------------- |
| Давор Јеласка | Скиф                  | 8:05.2 | 5. гр 1      | Није завршио трку | Није завршио трку | Није завршио трку | Није завршио трку | Није завршио трку     | Није завршио трку |                |
| Вид Фашаић Драго Матулај | Дубл скул             | 7:17,7 | 4. гр 2 пф 2 |                   |                   | 8:22,8            | 4. у пф 2.        | Нису се квалификовали | 10. / 12          |                |
| Иво Фабрис Елко Мрдуљаш Лино Љубучић кор                                                                                            | Двојац с кормиларом   | 7:53,3 | 4. гр 2 пф 2 |                   |                   | 8:53,8            | 2. у пф 2. кв     | 9:19,4                | 6. / 12           | [ мртва веза ] |
| Стипе Крнчевић Раде Сунара Вице Јуришић Ћирил Бан Лино Љубучић² кор                                                                 | Четверац с кормиларом | 6:50,2 | 3. гр 2 пф 2 |                   |                   | 8:25,1            | 4. у пф 2.        | Нису се квалификовали | 13. / 16          |                |
| Линардо Бујас Раде Сунара² Вице Јуришић Маријан Заниновић Анте Крнчевић Шпиро Грубишић Стипе Крнчевић² Ћирил Бан² Лино Љубучић³ кор | Осмерац               | 6:15,5 | 3. гр 3 пф 2 |                   |                   | 6:47.3            | 3. у пф 2.        | Нису се квалификовали | =10. / 14         |                |

- Такмичари обележени бројем учествовали су у више дисциплина.

### Једрење
Југославија је у једрењу имала једног представника који се такмичио у класи Олимпијска јола O-Jolle.
| Пласман | Име          | Име једрилице | Трка I | Трка I | Трка II | Трка II | Трка III | Трка III | Трка IV | Трка IV | Трка V | Трка V | Трка VI | Трка VI | Трка VII | Трка VII | Укупно Бодови |
| Пласман | Име          | Име једрилице | Плас.  | Бодови | Плас.   | Бодови  | Плас.    | Бодови   | Плас.   | Бодови  | Плас.  | Бодови | Плас.   | Бодови  | Плас.    | Бодови   | Укупно Бодови |
| ------- | ------------ | ------------- | ------ | ------ | ------- | ------- | -------- | -------- | ------- | ------- | ------ | ------ | ------- | ------- | -------- | -------- | ------------- |
| 19      | Карло Бауман | Констанца     | 19     | 7      | 15      | 11      | 8        | 18       | НЗ      | 0       | 16     | 10     | 16      | 10      | 17       | 9        | 65            |

### Кајак и кану
Југославију су предстрављала четворица кајакаша, који су се такмичили у 3 дисциплине.
| Кајакаш        | Дисциплина   | Полуфинале | Полуфинале | Финале         | Финале | Детаљи |
| Кајакаш        | Дисциплина   | Резултат   | Место      | Резултат       | Место  | Детаљи |
| -------------- | ------------ | ---------- | ---------- | -------------- | ------ | ------ |
| Јосип Зидарн   | К-1 10.000 м |            |            | 50:31,6        | 10/15  |        |
| Мирко Винценс  | Ф-1 10.000 м | 55:41,5    | 11/13      |                |        |        |
| Метод Габршчек | Ф-2 10.000 м | 50:36,4    | 11/13      | [ мртва веза ] |        |        |
| Бојан Савник   | Ф-2 10.000 м | 50:36,4    | 11/13      | [ мртва веза ] |        |        |

- Ф = склопиви кајак

### Пливање
Учествовала су четири пливача који су се такмичили у 3 дисциплине.
| Пливач                                              | Дисциплина         | Квалификације | Квалификације | Полуфинале | Полуфинале  | Финале               | Финале    | Детаљи |
| Пливач                                              | Дисциплина         | Време         | Пласман       | Време      | Пласман     | Време                | Пласман   | Детаљи |
| --------------------------------------------------- | ------------------ | ------------- | ------------- | ---------- | ----------- | -------------------- | --------- | ------ |
| Драшко Вилфан                                       | 100 м слободно     | 1:00,5        | 1 у гр. 6 КВ  | 1:00,5     | =5. у пф. 2 | Није се квалификовао | =11. / 45 |        |
| Драшко Вилфан                                       | 100 м леђно        | 1:11,7        | 3. у гр. 3 КВ | 1:13,3     | 6. у пф. 2  | Није се квалификовао | 12. / 30  |        |
| Драшко Вилфан Тоне Газари Змај Дефилипис Тоне Церер | 4 х 200 м слободно | 9:40,3        | 4. у гр. 3    |            |             | Нису се пласдирали   | 10. / 18  |        |

### Скокови у воду
Југославије је на овим играма учествовала први и последњи пут у овој дисциплини, а Бранко Зихерл је био једини такмичар из Југославије који се такмичио у скоковима у воду.
Такмичио се у обе дисциплине програма скокова у воду са даске и са торња. Није било предтакмичења, него су сви били у финалу. Сваки такмичар је са даске извео 10, а са торња 8 скокова.
| Такм.         | Дисц. | Резултати | Резултати | Резултати | Резултати | Резултати | Резултати | Резултати | Резултати | Резултати | Резултати | Резултати | Резултати | Резултати | Резултати | Резултати | Резултати | Резултати | Резултати | Резултати | Резултати | Укуп.  | Мес.     | Дет. |
| Такм.         | Дисц. | 1. скок   | Мес.      | 2. скок   | Мес.      | 3. скок   | Мес.      | 4. скок   | Мес.      | 5. скок   | Мес.      | 6. скок   | Мес.      | 7. скок   | Мес.      | 8. скок   | Мес.      | 9. скок   | Мес.      | 10. скок  | Мес.      | Укуп.  | Мес.     | Дет. |
| ------------- | ----- | --------- | --------- | --------- | --------- | --------- | --------- | --------- | --------- | --------- | --------- | --------- | --------- | --------- | --------- | --------- | --------- | --------- | --------- | --------- | --------- | ------ | -------- | ---- |
| Бранко Зихерл | Даска | 11,52     | 10        | 10,88     | 15        | 13,68     | =10       | 11,04     | =15       | 10,44     | =12       | 14,28     | 6         | 14,60     | 6         | 22,44     | 12        | 36,08     | 12        | 47,12     | 11        | 125,26 | 10 од 24 |      |
| Бранко Зихерл | Торањ | 6,69      | =18       | 3,36      | 26        | 10,44     | =18       | 11,40     | =13       | 13,32     | 14        | 13,30     | 12        | 14,26     | =14       | 9,96      | 26        |           |           |           |           | 70,28  | 20 од 26 |      |

 Знак једнакости = код појединачног пласмана значи да је делила место

### Стрељаштво
У стрељаштву је учествовао један предтавник Југославије који се такмичио и брзој паљби из пиштоља.

#### Мушкарци
| Стрелац         | Дисциплина             | Квалификација | Квалификација | Финале           | Финале           | Плаасман | Детаљи |
| Стрелац         | Дисциплина             | Резултат      | Пласман       | Резултат         | Укупно           | Плаасман | Детаљи |
| --------------- | ---------------------- | ------------- | ------------- | ---------------- | ---------------- | -------- | ------ |
| Лазар Јовановић | пиштољ 25 м брза паљба | непознат      | непознат      | Није се пласирао | Није се пласирао | 28—63    |        |

## Такмичари
| Мушки учесници из Југославије  | Мушки учесници из Југославије | Мушки учесници из Југославије | Мушки учесници из Југославије | Мушки учесници из Југославије |
| Спорт                          | Спортиста                     | Дисциплина                    | Пласман                       | Напомена |
| ------------------------------ | ----------------------------- | ----------------------------- | ----------------------------- | --- |
| Рвање(грчко-римски)            | Антун Фишер                   | велтер                        | –                             | после победе над Ридером (Швајцарска) и пораза против освајача златне медаље Сведберга (Шведска) и освајача сребрне медаље Шафер (Немачка) у 3. кругу квалификација   |
| Рвање(грчко-римски)            | Калман Киш                    | средња кат.                   | 8—10                          | елиминисан након победе против Прибила (Чехословачка) и пораза против освајача бронзане медаље Палоташ (Мађарска) и Ибрахим Ерабија (Египат) у 3. кругу квалификација |
| Рвање(грчко-римски)            | Стеван Нађ                    | тешка кат.                    | –                             | елиминисан након пораза против освајача бронзане медаље Хорнфишера (Немачка) и Свејникса (Летонија) у 2. кругу квалификација                                          |
| Рвање(грчко-римски)            | Томислав Шестак               | перолака кат.                 | –                             | елиминисан након пораза против Јанда (Чехословачке) и Морија (Мађарске) у 2. кругу квалификација                                                                      |
| Рвање(грчко-римски)            | Карло Тот                     | бантам                        | –                             | елиминисан након пораза против Воигта из (Данске) и Тојара (Румуније) у 2. кругу квалификација                                                                        |
| Мачевање                       | Еуген Јакобчић                | Сабља                         | –                             | Екипно: Елиминисани у првом колу |
| Мачевање                       | Мирко Коршич                  | Флорет                        | –                             | Појединачно: Елиминисани у првом колу; Екипно: Елиминисани у другом колу                                                                                              |
| Мачевање                       | Едуард Марион                 | Флорет Сабља                  | –                             | Појединачно: Елиминисани у другом колу; Екипно: Елиминисани у другом колу Екипно: Елиминисани у првом колу                                                            |
| Мачевање                       | Владимир Мажуранић            | Мач флорет                    | –                             | Екипно: Елиминисани у другом колу |
| Мачевање                       | Александар Николић            | Флорет                        | –                             | Екипно: Елиминисани у другом колу |
| Мачевање                       | Маријан Пенгов                | Флорет                        | –                             | Екипно: Елиминисани у првом колу; Екипно: Елиминисани у другом колу                                                                                                   |
| Мачевање                       | Павао Пинтарић                | Сабља                         | –                             | Екипно: Елиминисани у првом колу; Екипно: Елиминисани у првом колу |
| Мачевање                       | Миливој Радовић               | Сабља                         | –                             | Екипно: Елиминисани у првом колу; Екипно: Елиминисани у првом колу |
| Мачевање                       | Бранимир Третињак             | Флорет                        | –                             | Екипно: Елиминисани у другом колу Екипно: Елиминисани у првом колу |
| Мачевање                       | Крешимир Третињак             | Мач Сабља                     | –                             | Екипно: Елиминисани у другом колу Екипно: Елиминисани у првом колу |
| Гимнастика                     | Мирослав Форте                | екипно појединачно            | 6 46                          | |
| Гимнастика                     | Борис Грегорка                | екипно појединачно            | 6 78                          | |
| Гимнастика                     | Конрад Грилец                 | екипно појединачно            | 6 25                          | |
| Гимнастика                     | Димитрије Мерзликин           | екипно појединачно            | 6 63                          | |
| Гимнастика                     | Јосип Приможич                | екипно појединачно            | 6 31                          | |
| Гимнастика                     | Јанез Пристов                 | екипно појединачно            | 6 61                          | |
| Гимнастика                     | Леон Штукељ                   | Кругови екипно појединачно    | 6 32                          | |
| Гимнастика                     | Јоже Вадној                   | екипно појединачно            | 6 56                          | |
| Ватерполо                      | Филип Боначић                 | Ватерполо                     | –                             | Југославија је елиминисана у првом колу са резултатима 1:4 против Мађарске, 3:4 против УК и победом од 7:0 против Малте                                               |
| Ватерполо                      | Лука Цигановић                | Ватерполо                     | –                             | s.o. |
| Ватерполо                      | Винко Цвјетковић              | Ватерполо                     | –                             | s.o. |
| Ватерполо                      | Миро Миховиловић              | Ватерполо                     | –                             | s.o. |
| Ватерполо                      | Анте Роје                     | Ватерполо                     | –                             | s.o. |
| Ватерполо                      | Мирко Тарана                  | Ватерполо                     | –                             | s.o. |
| Ватерполо                      | Богдан Тошовић                | Ватерполо                     | –                             | s.o. |
| Ватерполо                      | Миливој Чурлица               | Ватерполо                     | –                             | s.o. |
| Ватерполо                      | Иво Ђованели                  | Ватерполо                     | –                             | s.o. |
| Ватерполо                      | Војко Павичић                 | Ватерполо                     | –                             | s.o. |
| Ватерполо                      | Миран Фукс                    | Ватерполо                     | –                             | s.o. |
|                                |                               |                               |                               | |
| Женске учеснице из Југославије |                               |                               |                               | |
| Спорт                          | Спортиста                     | Дисциплина                    | Позиција                      | Напомена |
| Мачевање                       | Маргит Кристијан              | Флорет                        | –                             | Елиминисана у другом колу |
| Мачевање                       | Ивка Тавчар                   | Флорет                        | –                             | Елиминисана у првом колу |
| Гимнастика                     | Драгана Ђорђевић              | екипно                        | 4                             | |
| Гимнастика                     | Анчка Горопенко               | екипно                        | 4                             | |
| Гимнастика                     | Катарина Хрибар               | екипно                        | 4                             | |
| Гимнастика                     | Марта Пустишек                | екипно                        | 4                             | |
| Гимнастика                     | Душица Радивојевић            | екипно                        | 4                             | |
| Гимнастика                     | Олга Рајковић                 | екипно                        | 4                             | |
| Гимнастика                     | Лидија Рупник                 | екипно                        | 4                             | |
| Гимнастика                     | Маја Вершеч                   | екипно                        | 4                             | |